# Kanna (kärl)

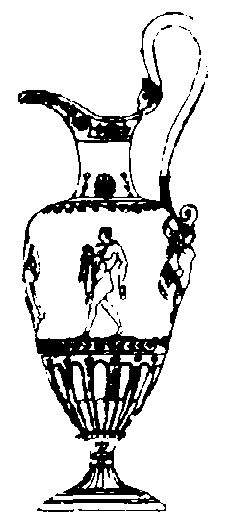
Kanna i empirestil.

Med kanna avses idag vanligen ett större kärl försett med handtag, ofta med näbb- eller snabelformig snås och ibland också lock, som används till att hälla upp vätska ur. Exempel på detta är kaffekanna, tekanna och vattenkanna. I vissa fall kan begreppet även avse något mindre kärl såsom exempelvis en gräddsnipa.